# 1993 في سويسرا
فيما يلي قوائم الأحداث التي وقعت خلال عام 1993 في سويسرا.

## سياسة

### تعيين في المنصب
- 1 أبريل – روث دريفيس عضو المجلس الفيدرالي السويسري.

## برامج ومسلسلات وأنمي
- بينغو

## مواليد

### فبراير
- 12 فبراير – هيكوران كريزيو لاعب كرة قدم سويسري.[1]

### مارس
- 5 مارس – سيلفان فيدمر لاعب كرة قدم سويسري.[2]
- 26 مارس – ماركو ملادجان لاعب كرة سلة سويسري.

### يونيو
- 4 يونيو – كولين ستوسي درّاج طريق سويسري.

### يوليو
- 20 يوليو – ديبرا سكارليت[3]

### أغسطس
- 11 أغسطس – كيفن بوا لاعب كرة قدم سويسري.[4]

### سبتمبر
- 25 سبتمبر – أرليند أجيتي لاعب كرة قدم ألباني.[5]

### نوفمبر
- 16 نوفمبر – ستيفان كونغ دراج سويسري.
- 30 نوفمبر – جيوليان بيدون متسابق دراجات نارية سويسري.

## وفيات

### مارس
- 13 مارس – جان تاميني (مواليد 1919) لاعب كرة قدم سويسري.